# Eumerus ovatus
Eumerus ovatus là một loài ruồi trong họ Ruồi giả ong (Syrphidae). Loài này được Loew mô tả khoa học đầu tiên năm 1848. Eumerus ovatus phân bố ở vùng Cổ Bắc giới